# Lowell McAdam

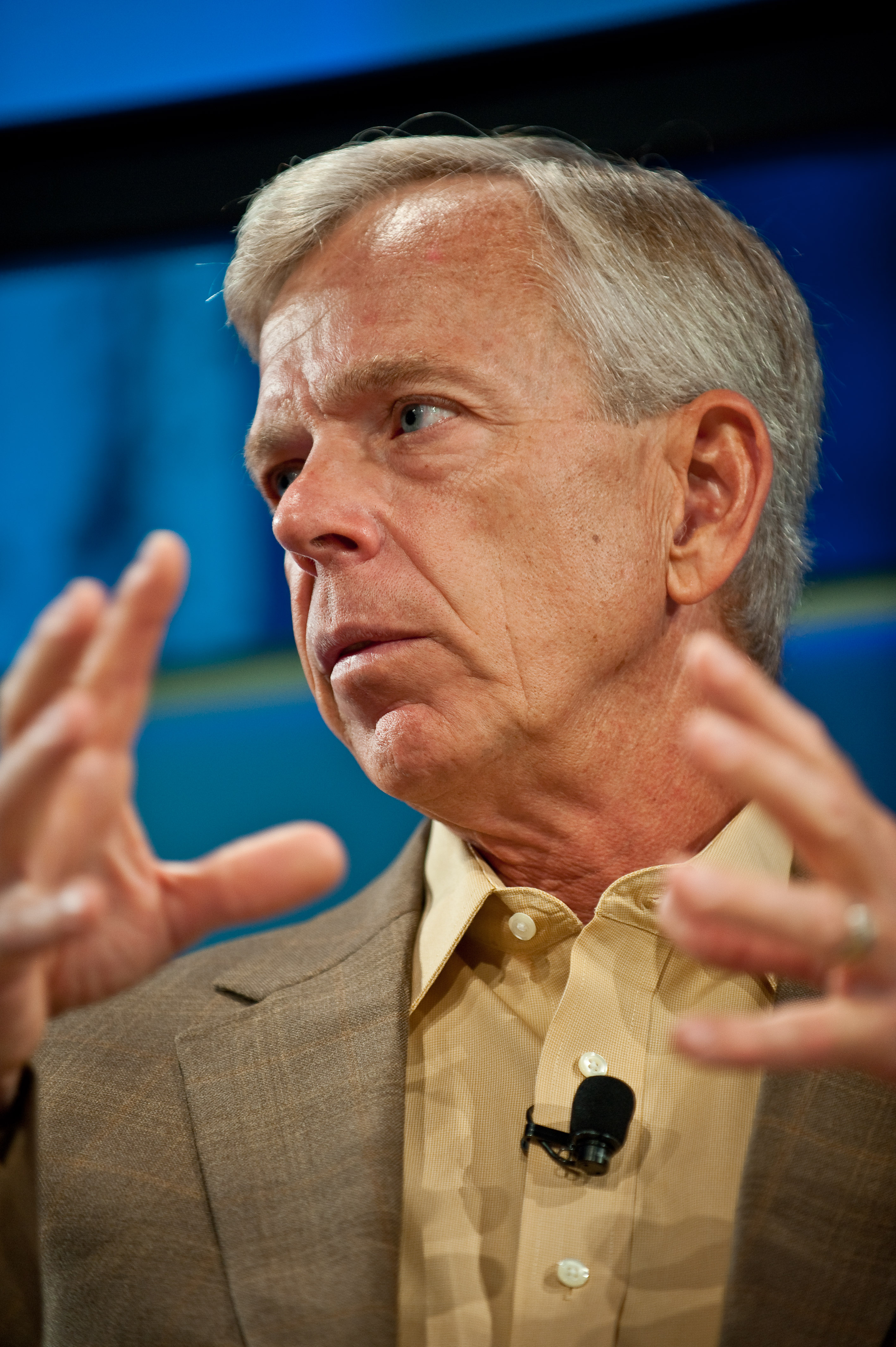
Lowell McAdam

Lowell McAdam (* 1954) ist ein US-amerikanischer Manager.

## Leben
McAdam studierte Ingenieurwesen an der Cornell University und an der University of San Diego. Als Nachfolger von Ivan Seidenberg leitete McAdam von Juli 2011 bis August 2018 das Unternehmen Verizon. Sein Nachfolger ist Hans Vestberg.